# نواه والاس
نواه والاس (بالإنجليزية: Noah Wallace)‏ هو متزحلق حر أمريكي، ولد في 6 يوليو 1991.

## وصلات خارجية
- نواه والاس على موقع الاتحاد الدولي للتزلج (التزلج الحر) (الإنجليزية)
- نواه والاس على موقع ألعاب إكس (مؤرشف) (الإنجليزية)